# A Nubbinok (Sanctuary – Génrejtek)
A Nubbinok (Nubbins) a Sanctuary – Génrejtek című kanadai sci-fi-fantasy televíziós sorozat első évadjának hatodik epizódja.

## Ismertető
|  | Alább a cselekmény részletei következnek! |

Amikor Dr. Helen Magnus, Ashley és Will Zimmerman helikopterükkel leszállnak egy sodródó hajón, észreveszik, hogy a hajó legénysége, köztük Dr. Magnus munkatársa, Eric is meghalt. Nyilvánvalóan az a láthatatlanságra képes ragadozó ölte meg őket, melyet a csapatnak sikerül elkábítania, mielőtt rájuk támadhatott volna. Röviddel utána a hajón egy falkányi kicsi, szőrös, gombócszerű lényre bukkannak, amiket Ashley Nubbinoknak nevezett el (tudományos nevük Nubbina Atelerix). A Nubbinok a ragadozóhoz hasonlóan képesek a láthatatlanságra félelem vagy agresszió hatására.
Visszatérve a Menedékbe Dr. Magnus megtudja, hogy egy Maurice McRae nevű férfi végakaratában azt kérte, hogy halála esetén Magnus boncolja fel. McRae abnormálisnak mondta magát, és talán képességét unokájára, Sophie-ra is átörökítette. A fiatal lányt dühíti ennek gondolata, inkább tartaná ezt tehernek, mint áldásnak. Will és Dr. Magnus próbálják meggyőzni, hogy képességét vállalja fel, ne fojtsa el.
A Nubbinok ezalatt gyors szaporodásba kezdenek, hamarosan elárasztván a Menedékbeli celláikat. Ezzel egyidőben Will és a jelenlétében lévő nők között megmagyarázhatatlan szexuális vágy keletkezik, ami Dr. Magnus szerint a Nubbinok feromonjának köszönhető. Egy könyvben Helen rátalál egy, a Nubbinokról szóló egyenlítői esőerdei legendára, ahol nagy becsben tartották őket, mint a termékenység és a jó termés hírnökeit. Röviddel ezután a Menedék rendszerei összeomlanak, Henry a javításokon dolgozik, Helen és Will az időközben elszabadult ragadozó után mennek. Meghökkenve veszik észre, hogy a Nubbinok darabokra tépték azt. A Nubbinok hihetetlen szaporodási üteméből Dr. Magnus arra következtet, hogy a ragadozó volt az, amely a gombócszerű lények számának kordában tartására létezik.
Sophie érzi a kis lények dühét és félelmét, amikor éppen egymást figyelmeztetik a veszélyre. Dr. Magnus ötlete az, hogy a segélykérésük frekvenciájának lemásolásával összeterelik, majd hűtött cellába teszik őket, ahol anyagcseréjük és reprodukciós képességük egyaránt lelassul. A megfelelő hangot sugárzó jeladókkal és poroltókkal felfegyverkezve a Nubbin-vadászok sikerrel járnak. Sophie végül megbékélt helyzetével, és jobb szívvel éli tovább életét új képességei birtokában.

## Fogadtatás
Josh Jackson a Paste Magazine-ban egy Star Trek epizódban szereplő, Tribbles nevű lényekhez hasonlítja a Nubbinokat. Hozzájuk hasonlóan gyorsan esznek és szaporodnak, de a Szörnyecskéknél aranyosabbak, és plusz képességgel rendelkeznek a láthatatlanság formájában. Amber Spence cikkében negatívan nyilatkozik, azt írja, hogy „bár jobb munkát végeztek, mint a Star Trekben [...] minden, ami a Nubbinokkal történt, csak azért volt, hogy nyújtsák a jeleneteket”.